# Escolástica Hurtado Girón y Silva del Pico
Escolástica Hurtado Girón y Silva de Pico (Salamanca, 1751) fue una periodista española del siglo XVIII.

## Biografía
Se sabe poco de la vida personal de Escolástica Hurtado, aparte los datos de la publicación de la que fue fundadora y redactora, La Pensatriz Salmantina (1777), que sigue la estela de La Pensadora Gaditana (1763-1764) de Beatriz Cienfuegos, cuya estructura y contenidos le sirven de modelo.
Una parte de la crítica defiende que tras el nombre y los apellidos de Escolástica se escondería el fraile cisterciense Baltasar Garralón. Sin embargo, la identificación de la autora es, a día de hoy, un problema no resuelto.